# 巴氏丝杆菌科
巴氏丝杆菌科（学名：Balneatricaceae）为海洋螺菌目的一科细菌。此科的模式属为巴氏丝杆菌属(Balneatrix)。

## 下级分类
本科包括以下属：
- 巴氏丝杆菌属 Balneatrix Dauga et al. 1993
- Pokkaliibacter Krishnan et al. 2019
  - Pokkaliibacter plantistimulans Krishnan et al. 2019[1]